# 1964
1964 (MCMLXIV) a fost un an bisect al calendarului gregorian care a început într-o zi de miercuri.

## Evenimente

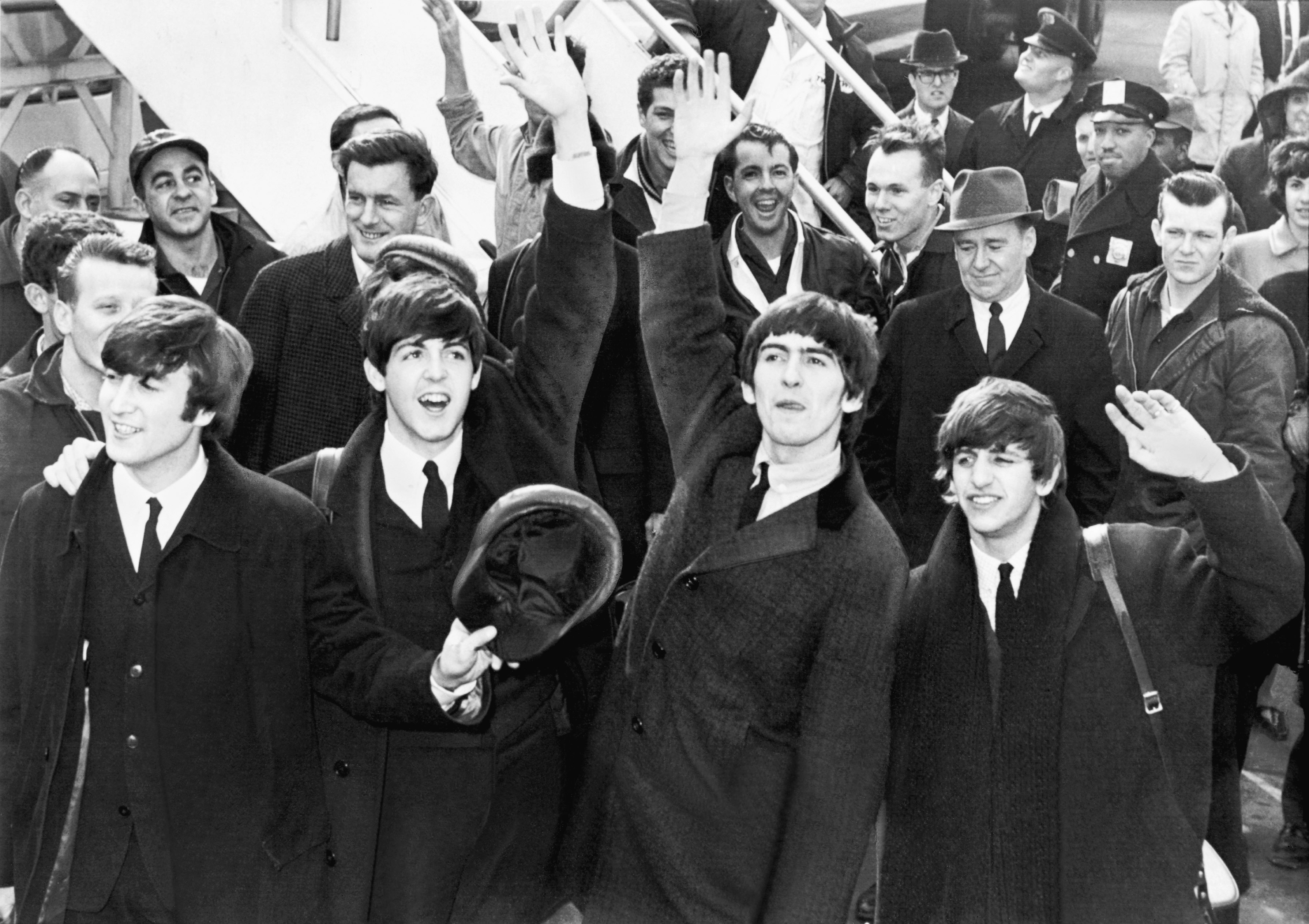
7 februarie: Membrii trupei The Beatles ajung pe aeroportul JFK din New York, având parte de o primire tumultoasă din partea fanilor, marcând prima apariție a "Beatlemania" în Statele Unite ale Americii.

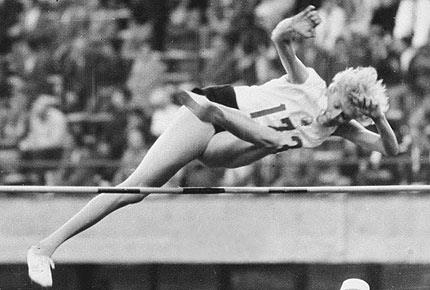
octombrie: La Jocurile Olimpice de Vară de la Tokyo, Iolanda Balaș câștigă aurul la săritura în înălțime.

### Ianuarie
- 5 ianuarie: Prima întâlnire, după secolul al XV-lea, între liderii Bisericii Romano Catolice și ai celei Ortodoxe; papa Paul al VI-lea și patriarhul Athenagoras I s-au întâlnit la Ierusalim.
- 29 ianuarie: Jocurile Olimpice de Iarnă se deschid la Innsbruck, Austria.
- 29 ianuarie: URSS lansează doi sateliți științifici, Elektron I și II, cu o singură rachetă.

### Februarie
- 7 februarie: Membrii trupei The Beatles ajung pe aeroportul JFK din New York, având parte de o primire tumultoasă din partea fanilor, marcând prima apariție a "Beatlemania" în Statele Unite ale Americii.
- 11 februarie: Taiwanul taie relațiile diplomatice cu Franța, din cauza recunoașterii franceze a Republicii Populare Chineze.

### Martie
- 6 martie: Constantin al II-lea devine rege al Greciei.
- 15 martie: Richard Burton și Elizabeth Taylor se căsătoresc (pentru prima oară) la Montreal.
- 27 martie: Cutremur de 9,2 grade pe scara Richter în Alaska; au decedat 125 de oameni și a provocat mari distrugeri materiale în orașul Anchorage.
- 28 martie: Regele Saud al Arabiei Saudite abdică de la tron.

### Aprilie
- 4 aprilie: The Beatles deținele primele 5 poziții în "Billboard Top 40 singles" în Statele Unite, o realizare fără precedent. Piesele, în ordine, sunt: Can't Buy Me Love, Twist and Shout, She Loves You, I Want to Hold Your Hand și Please Please Me.
- 26 aprilie: Tanganika și Zanzibar formează Tanzania.

### Mai
- 28 mai: OEP (Organizația pentru Eliberarea Palestinei). Organizație politică reprezentând poporul palestinian în lupta pentru formarea unui stat palestinian. În 1969, Yasser Arafat, liderul grupării Fatah, a devenit președintele organizației.

### Iunie
- 12 iunie: Nelson Mandela, militant al luptei împotriva apartheid-ului din Africa de Sud, a fost condamnat la închisoare pe viață.
- 21 iunie: Spania învinge URSS în finala Campionatului European de Fotbal din Spania.

### Iulie
- 10 iulie: Trupa The Beatles se întoarce la Liverpool în triumf după succesul lor în Statele Unite, la timp pentru premiera filmului lor, A Hard Day's Night. Începând cu anul 2008, această zi este celebrată ca "Ziua Beatles" la Liverpool, Hamburg și alte orașe.
- 15 iulie: S-a înființat, la București, studioul cinematografic "Animafilm".
- 27 iulie: Războiul din Vietnam: încă 5.000 de soldați americani sunt trimiși în Vietnamul de Sud ridicând numărul total al forțelor americane în Vietnam la 21.000.

### Septembrie
- 18 septembrie: La Atena, regele Constantin al II-lea al Greciei se căsătorește cu Prințesa Anne-Marie a Danemarcei.

### Octombrie
- 10 octombrie: Jocurile Olimpice de Vară se deschid la Tokyo, Japonia; Iolanda Balaș și Mihaela Peneș cuceresc medalii de aur. În total România a obținut 11 medalii (2 aur, 4 argint, 5 bronz).
- 12 octombrie: Sovieticii au lansat Voskhod I în spațiu, prima navă spațială capabilă să transporte trei persoane pe orbita Pământului.
- 14 octombrie: Dr. Martin Luther King devine cel mai tânăr laureat al Premiului Nobel pentru Pace.
- 14 octombrie: Nikita Hrușciov este deposedat de putere în URSS; Leonid Brejnev își asumă puterea.
- 16 octombrie: China a detonat prima bombă nucleară.

### Decembrie
- 10 decembrie: Filosoful francez Jean-Paul Sartre refuză Premiul Nobel.

### Nedatate
- februarie: Vizita premierului român Ion Gheorghe Maurer la Beijing.
- septembrie: Au început lucrările la Sistemul hidroenergetic Porțile de Fier I.
- Decret de grațiere a deținuților politici din România comunistă.
- Declarația Drepturilor Civile. Lege americană care are drept scop încetarea discriminărilor pe motive rasiale.

## Arte, știință, literatură și filozofie
- 13 ianuarie: The Beatles lansează I Want to Hold Your Hand în SUA; acesta devine primul lor hit în SUA și reprezintă începutul Beatlemaniei.
- 20 ianuarie: Membrii trupei britanice The Beatles au lansat primul lor album din SUA, Meet the Beatles.
- 21 ianuarie: Eugène Ionesco, dramaturg francez de origine română, este ales membru al Academiei Franceze.
- 16 aprilie: The Rolling Stones lansează albumul lor de debut, The Rolling Stones.
- 26 iunie: The Beatles lansează albumul A Hard Day's Night.
- 10 septembrie: Prima audiție, în țară, a poemului simfonic Vox Maris de George Enescu, interpretat de Orchestra Simfonică a Radioteleviziunii Române, dirijată de Iosif Conta.
- 24 decembrie: Inaugurarea Teatrului "Ion Creangă" din București cu premiera "Povestea lui Harap Alb", în regia lui Ion Lucian.
- La Paris, apare Căderea în timp de Emil Cioran.
- Marin Sorescu debutează cu volumul Singur printre poeti.

## Nașteri

### Ianuarie

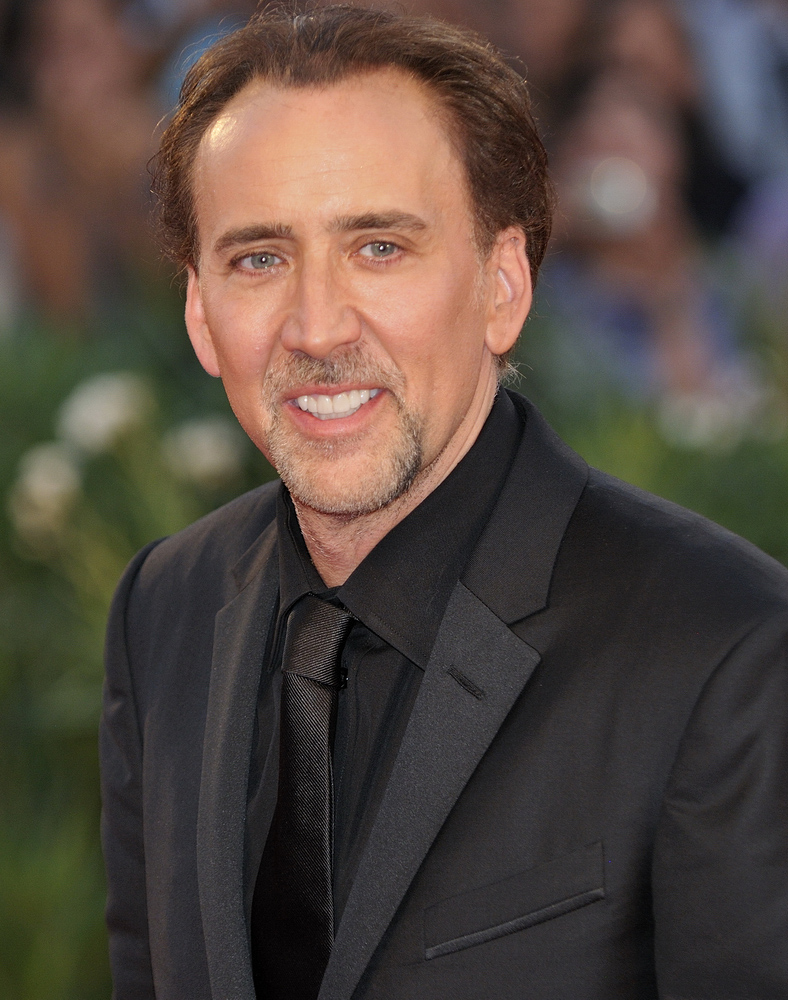
Nicolas Cage, actor american de film
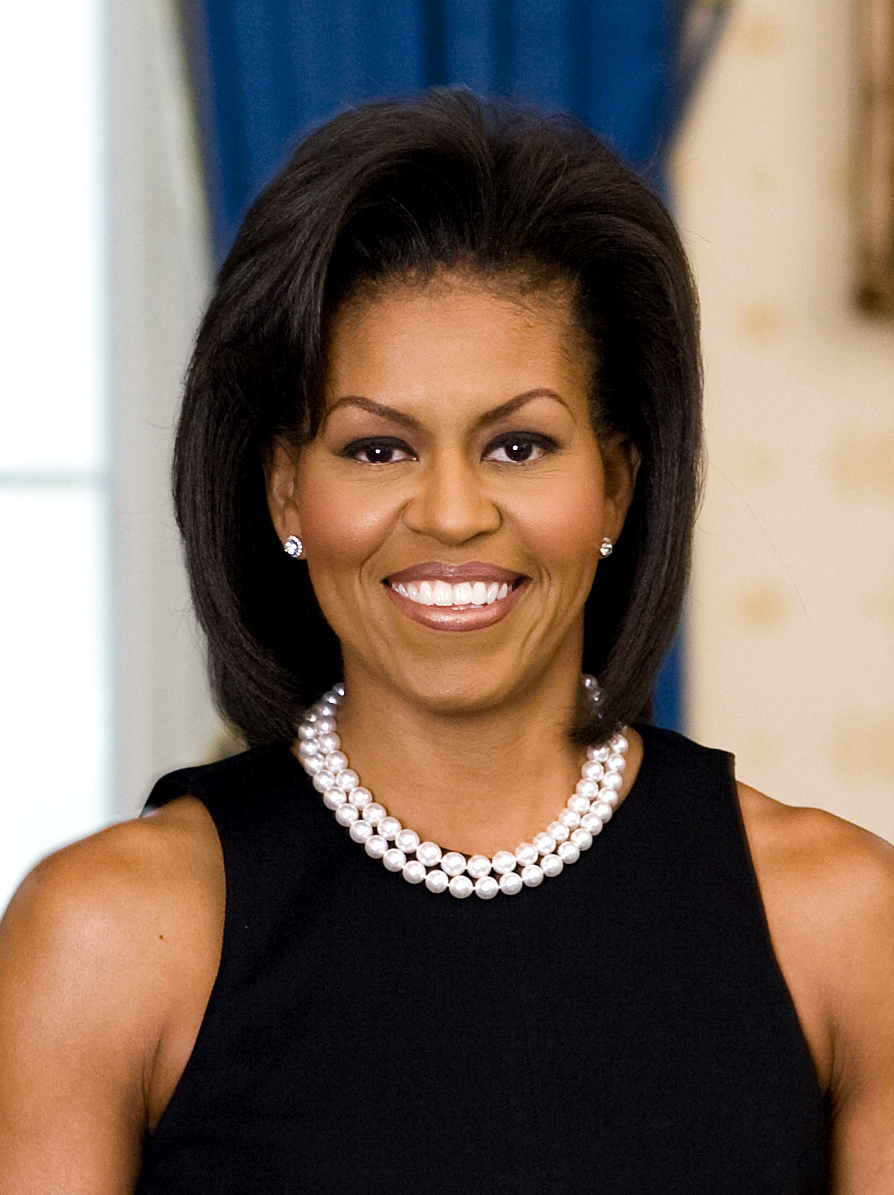
Michelle Obama, politiciană, avocată și autoare americană, soția fostului președinte american, Barack Obama
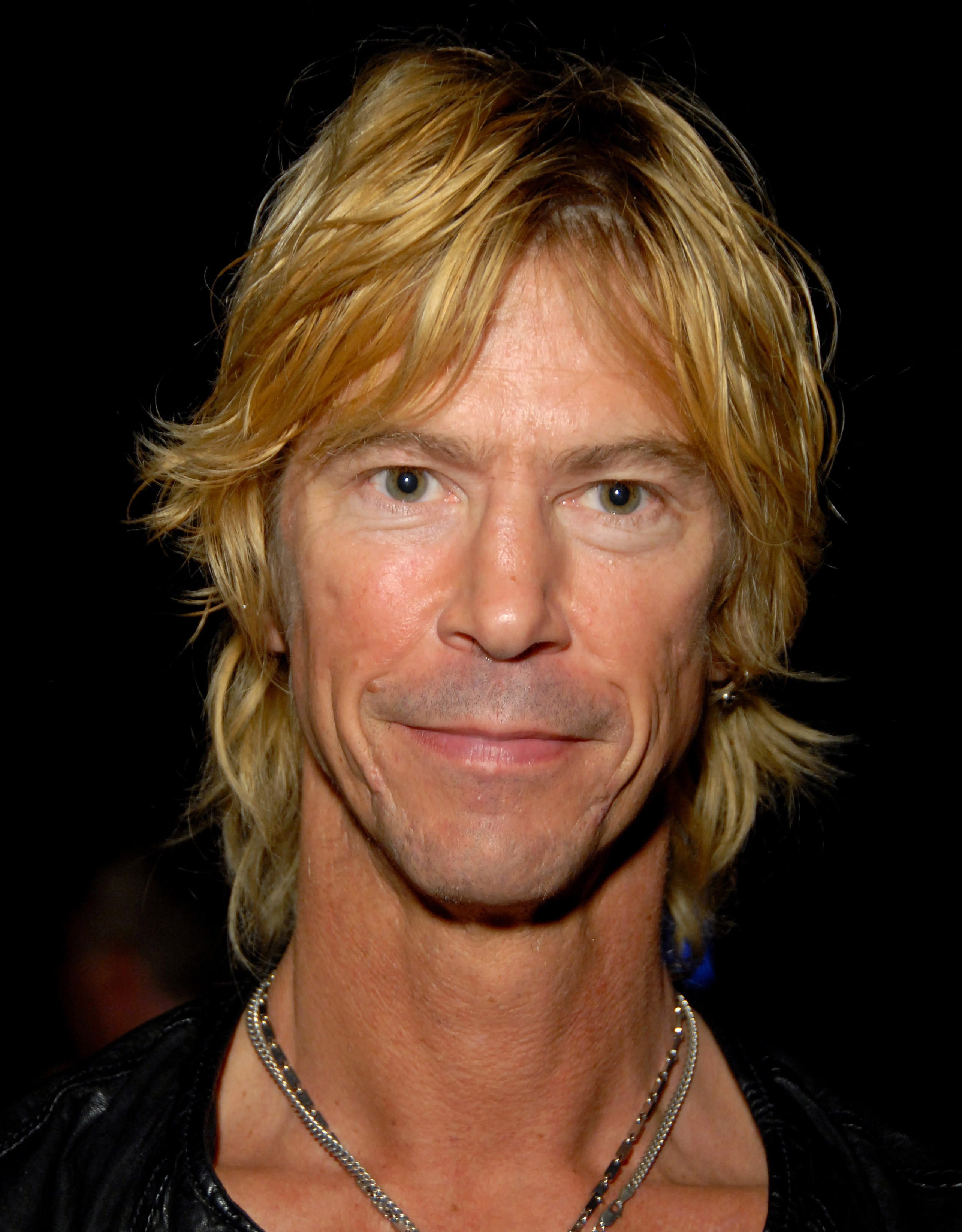
Duff McKagan, muzician și compozitor american, basist al trupei Guns N' Roses
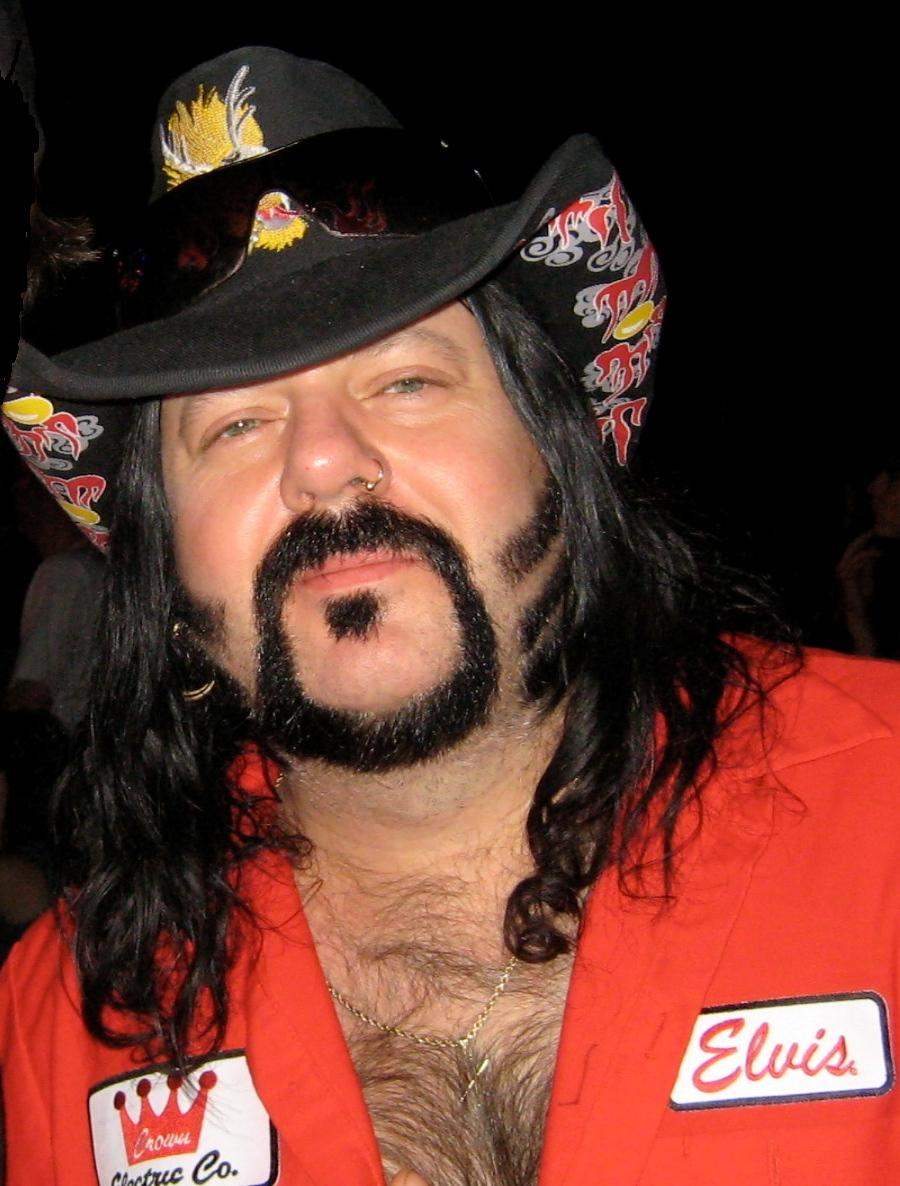
Vinnie Paul, toboșar și producător muzical american (Pantera/Damageplan)

- 1 ianuarie: Constantin Sandu, muzician român
- 7 ianuarie: Nicolas Cage (n. Nicholas Coppola), actor american de film
- 11 ianuarie: Patrícia Pillar, actriță braziliană
- 17 ianuarie: Michelle Obama (n. Michelle LaVaughn Robinson), politiciană, avocată și autoare americană, soția președintelui american, Barack Obama
- 17 ianuarie: Andy Rourke, muzician britanic (d. 2023)
- 18 ianuarie: Elena Moșuc, cântăreață română
- 20 ianuarie: Vasile Tomoiagă, canotor român
- 22 ianuarie: Tinel Gheorghe, politician român
- 23 ianuarie: Monalisa Găleteanu, politician român
- 24 ianuarie: Stefano Cerioni, scrimer și antrenor italian
- 25 ianuarie: Ciprian Chirvasiu, poet și jurnalist român (d. 2018)
- 25 ianuarie: Frank Heinrich, politician german
- 27 ianuarie: Bridget Fonda, actriță americană de film
- 28 ianuarie: Rozalia Oros, scrimeră română
- 29 ianuarie: Carmen Rădulescu, cântăreață română
- 31 ianuarie: Yousef Al-Mohaimeed, jurnalist saudit

### Februarie
- 3 februarie: Michael Rummenigge, fotbalist german
- 4 februarie: Oleg Protasov, fotbalist (atacant) și antrenor rus
- 5 februarie: Laura Leggett Linney, actriță americană de film
- 5 februarie: Duff McKagan (n. Michael Andrew McKagan), muzician și compozitor american, basist (Guns N' Roses)
- 5 februarie: Piotr Trzaskalski, regizor polonez de film
- 10 februarie: Paco Tous (n. Francisco Martínez Tous), actor spaniol
- 11 februarie: Sarah Louise Heath Palin, politiciană americană
- 12 februarie: Dumitrița Turner, sportivă română (gimnastică artistică)
- 15 februarie: Christopher Crosby Farley, actor american de film și TV (d. 1997)
- 16 februarie: Bebeto (José Roberto Gama de Oliveira), fotbalist brazilian (atacant)
- 16 februarie: Constantin Enceanu, interpret român de muzică populară din zona Olteniei
- 17 februarie: Dragoș Petre Dumitriu, politician român
- 18 februarie: Matthew Raymond Dillon, actor american de film
- 19 februarie: Mircea Andrei, avocat român
- 19 februarie: Jennifer Doudna, biochimistă americană, laureată a Premiului Nobel (2020)
- 20 februarie: William Garson Paszamant, actor american (d. 2021)
- 21 februarie: Evgheni Vodolazkin, scriitor rus
- 23 februarie: Raisa Apolschii, politiciană din R. Moldova
- 27 februarie: Daniel Tudorache, politician român

### Martie
- 1 martie: Paul Le Guen, fotbalist francez
- 4 martie: Brian Crowley, politician irlandez
- 4 martie: Emilia Eberle, sportivă română (gimnastică artistică)
- 5 martie: George Popescu, politician român
- 5 martie: Gerald Vanenburg, fotbalist neerlandez
- 6 martie: Madonna Wayne Gacy, muzician american
- 7 martie: Bret Easton Ellis, romancier american
- 8 martie: Yasuharu Sorimachi, fotbalist japonez
- 9 martie: Juliette Binoche, actriță franceză de film
- 10 martie: Anton Polster, fotbalist austriac (atacant)
- 10 martie: Edward, Conte de Wessex, fiul reginei Elisabeta a II-a
- 11 martie: Vinnie Paul (n. Vincent Paul Abbott), toboșar și producător muzical american (Pantera/Damageplan), (d. 2018)
- 12 martie: Alina Mungiu-Pippidi, politolog român
- 14 martie: Iuliu Winkler, politician român
- 16 martie: Gore Verbinski, regizor de film, american
- 18 martie: Alex Caffi, pilot italian de Formula 1
- 19 martie: Nicola Larini, pilot italian de Formula 1
- 22 martie: Ioana Badea, canotoare română
- 27 martie: Kad Merad, actor francez
- 29 martie: Monica Babuc, politiciană din R. Moldova
- 30 martie: Tracy Chapman, cântăreață și compozitoare americană
- 31 martie: Georgică Dumitru, politician român

### Aprilie
- 2 aprilie: Ghenadie Postolachi, poet, prozator și scenarist din R. Moldova
- 3 aprilie: Nigel Farage, politician britanic
- 4 aprilie: Sertab Erener, cântăreață turcă
- 5 aprilie: Marius Lăcătuș (Marius Mihai Lăcătuș), fotbalist român (atacant)

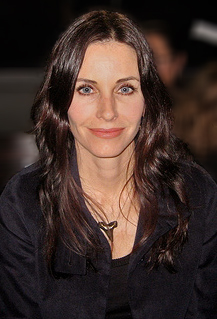
Courteney Cox, actriță americană
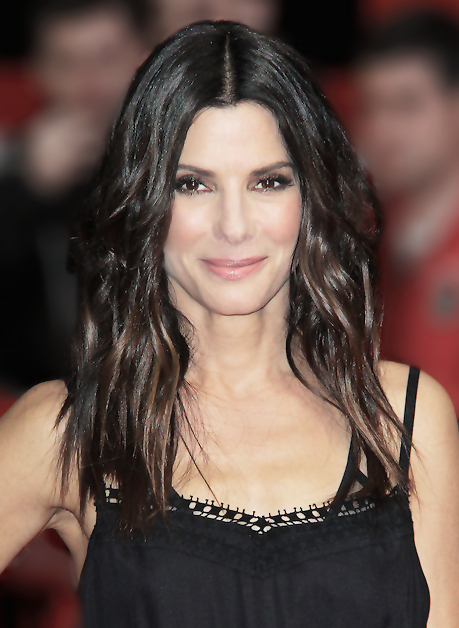
Sandra Bullock, actriță americană
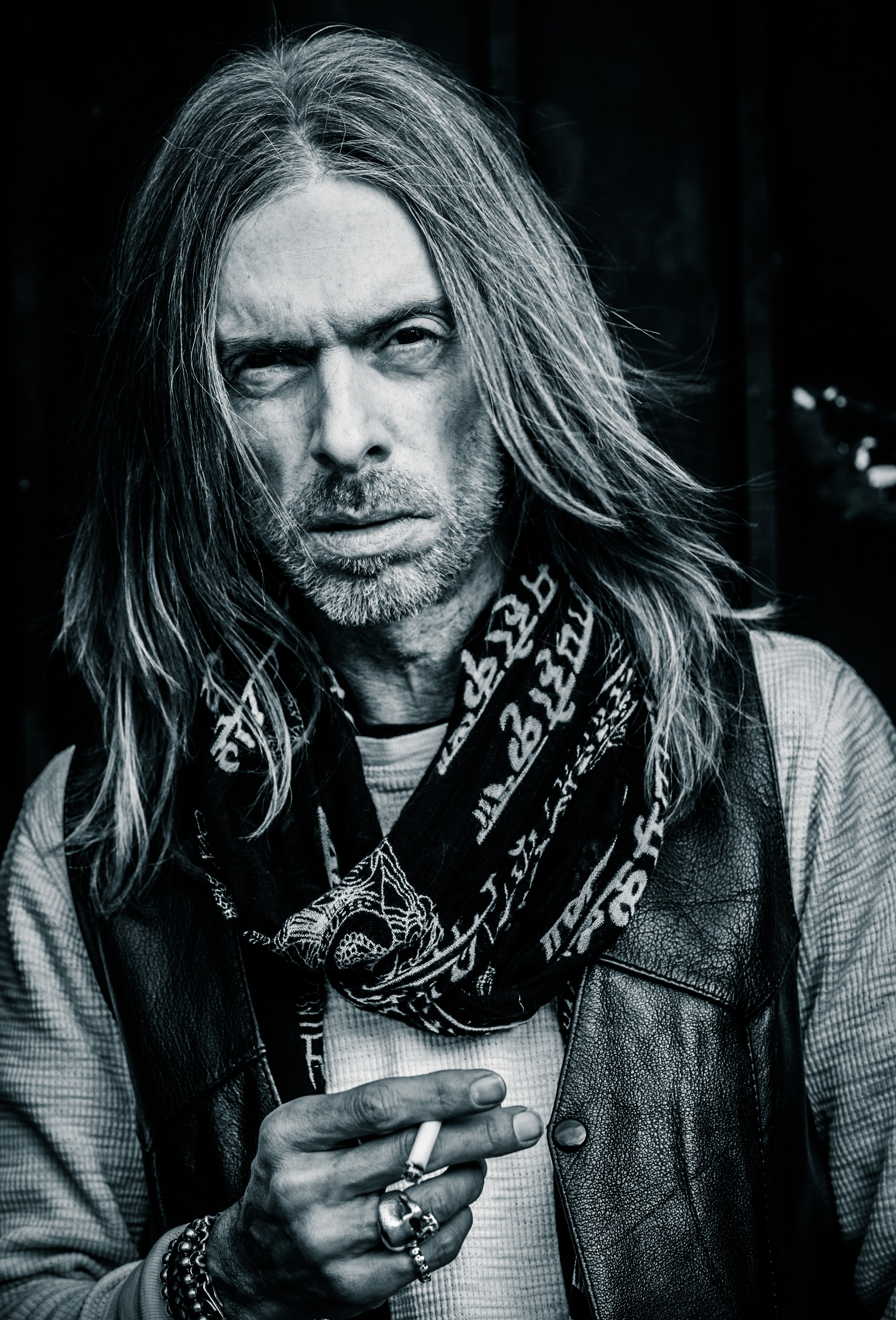
Rex Brown, muzician și autor american (Pantera)
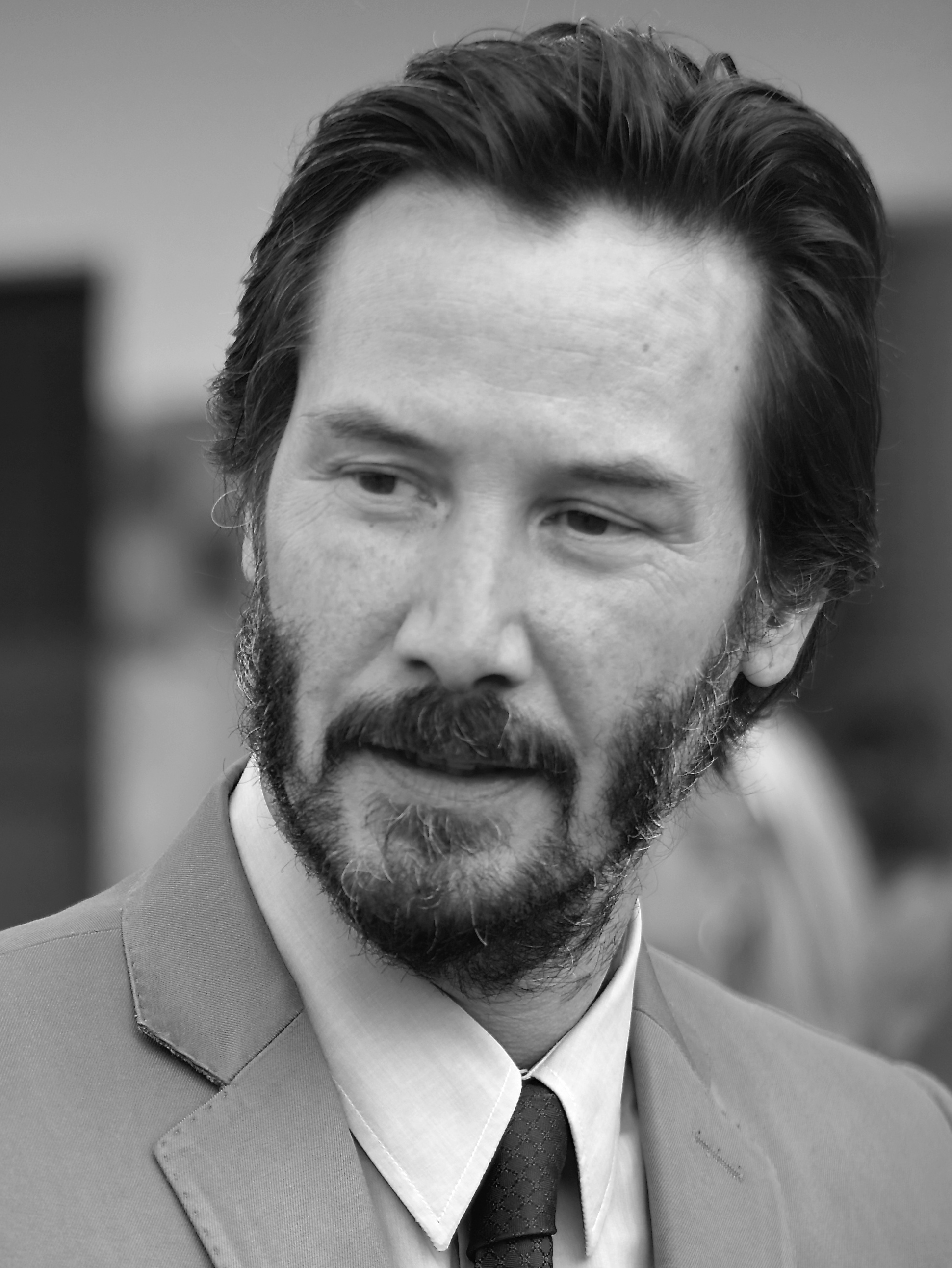
Keanu Reeves, actor canadian

- 7 aprilie: Russell Crowe, actor, producător și muzician neozeelandezo-australian
- 7 aprilie: Bruce Williamson, muzician american (The Temptations), (d. 2020)
- 9 aprilie: Akihiro Nagashima, fotbalist japonez (atacant)
- 13 aprilie: Caroline Gilchrist Rhea, actriță canadiană
- 16 aprilie: Nicolae Soare, fotbalist român (atacant)
- 20 aprilie: Wiliame Katonivere, șef tradițional și politician fijian, președintele Republicii Fiji (2021 - 2024)
- 21 aprilie: Bae Do Hwan, actor sud-coreean
- 25 aprilie: Hank Azaria, actor american
- 25 aprilie: Florică Ică Calotă, politician român
- 30 aprilie: Lorenzo Staelens, fotbalist belgian

### Mai
- 4 mai: Vitalie Ciobanu, jurnalist din R. Moldova
- 4 mai: Gunther Krichbaum, politician german
- 10 mai: Emmanuelle Devos, actriță franceză
- 11 mai: Stratos Apostolakis, fotbalist grec
- 12 mai: Pierre Morel, regizor francez de film
- 12 mai: Csaba Sógor, politician român
- 15 mai: Sulejman Demollari, fotbalist albanez
- 15 mai: Lars Løkke Rasmussen, politician danez
- 17 mai: Cristian Popa, economist român
- 18 mai: Ignasi Guardans Cambó, politician spaniol
- 18 mai: Satoru Mochizuki, fotbalist japonez
- 20 mai: Miodrag Belodedici, fotbalist român
- 20 mai: Charles Spencer, al IX lea Conte Spencer, istoric britanic
- 23 mai: Angela Kovács, actriță suedeză
- 24 mai: Raed Arafat, medic român de etnie palestiniană
- 26 mai: Lenny Kravitz, muzician american
- 27 mai: Elena Ionceva, jurnalistă bulgară
- 30 mai: Andrea Montermini, pilot italian de Formula 1

### Iunie
- 6 iunie: Andrei Safonov, politician din R. Moldova
- 10 iunie: Liviu Laza-Matiuța, politician român
- 10 iunie: Vincent Perez, actor elvețian
- 11 iunie: Mark Watts, politician britanic
- 15 iunie: Courteney Cox (Courteney Bass Cox), actriță americană de film
- 15 iunie: Michael Laudrup, fotbalist danez
- 16 iunie: Robin S. Sharma, scriitor canadian
- 19 iunie: Cristian Ilie, politician român
- 19 iunie: Boris Johnson (Alexander Boris de Pfeffel Johnson), politician și jurnalist britanic, de etnie americană
- 20 iunie: Lapo Pistelli, politician italian
- 21 iunie: Tit-Liviu Brăiloiu, politician român
- 22 iunie: Dan Brown, scriitor american
- 22 iunie: Sorin Ducaru, diplomat român
- 22 iunie: Emilian Galaicu-Păun, jurnalist român
- 23 iunie: Kenji Honnami, fotbalist japonez (portar)
- 25 iunie: Johnny Herbert, pilot britanic de Formula 1
- 26 iunie: Tommi Mäkinen, pilot finlandez de Formula 1
- 27 iunie: Wojciech Cejrowski, jurnalist polonez
- 28 iunie: George Boroi, atlet și conducător sportiv român
- 28 iunie: Sabrina Ferilli, actriță italiană
- 30 iunie: Alexandra von Frederiksborg, prima soție a prințului Joachim al Danemarcei

### Iulie
- 2 iulie: Mino Cavallo, compozitor italian
- 2 iulie: Éric Srecki, scrimer francez
- 4 iulie: Dan Peter, cântăreț român
- 4 iulie: Edi Rama, politician albanez
- 4 iulie: Elie Saab, antreprenor libanez
- 10 iulie: Dalton Vigh, actor brazilian
- 12 iulie: Valentin Popa, profesor universitar și politician român
- 15 iulie: Octavian Grigore, fotbalist român
- 15 iulie: Tetsuji Hashiratani, fotbalist japonez
- 16 iulie: Nino Burjanadze, politiciană georgiană
- 16 iulie: Miguel Indurain, ciclist spaniol
- 19 iulie: Aurel Băieșu, politician din R. Moldova
- 20 iulie: Bernd Schneider, pilot german de Formula 1
- 20 iulie: Ionuț-Elie Zisu, politician român
- 22 iulie: Dana Dragomir, muziciană suedeză de etnie română
- 24 iulie: Banana Yoshimoto, scriitoare japoneză
- 26 iulie: Sandra Bullock (Sandra Annette Bulloc), actriță americană de etnie germană
- 27 iulie: Rex Robert Brown, muzician și autor american (Pantera)
- 30 iulie: Jürgen Klinsmann, fotbalist și antrenor german
- 31 iulie: C. C. Catch (Caroline Catherine Müller), cântăreață neerlandezo-germană

### August
- 1 august: Kaspar Capparoni, actor italian
- 2 august: Mary-Louise Parker, actriță americană
- 6 august: Oleg Flentea, fotbalist din R. Moldova
- 8 august: Giuseppe Conte, jurist italian
- 8 august: Klaus Ebner, scriitor austriac
- 8 august: Jan Josef Liefers, actor german
- 8 august: Elisabeta Tufan-Guzganu, scrimeră română
- 9 august: Felix Becker, scrimer german
- 9 august: Dan Dumitru Stângaciu, fotbalist român (portar)
- 10 august: Hiro Takahashi, muzician japonez (d. 2005)
- 12 august: Txiki Begiristain, fotbalist spaniol
- 14 august: Andrew Kevin Walker, scenarist american
- 16 august: Neculai Iftimie, politician român
- 16 august: Kimmo Pohjonen, muzician finlandez
- 16 august: Marius Rogin, politician român
- 17 august: Jorginho (Jorge de Amorim Oliveira Campos), fotbalist brazilian
- 18 august: Jim Florentine (James Florentine), actor american
- 18 august: Věra Jourová, politiciană cehă
- 22 august: Tarcísio Filho, actor brazilian
- 22 august: Mats Wilander, jucător suedez de tenis
- 24 august: Éric Bernard, pilot francez de Formula 1
- 26 august: Ovidiu-Virgil Drăgănescu, deputat român
- 28 august: Traci Harding, scriitoare australiană
- 30 august: Alexander Radwan, politician german

### Septembrie
- 2 septembrie: Ruxandra Donose, cântăreață română
- 2 septembrie: Keanu Charles Reeves, actor canadian de film

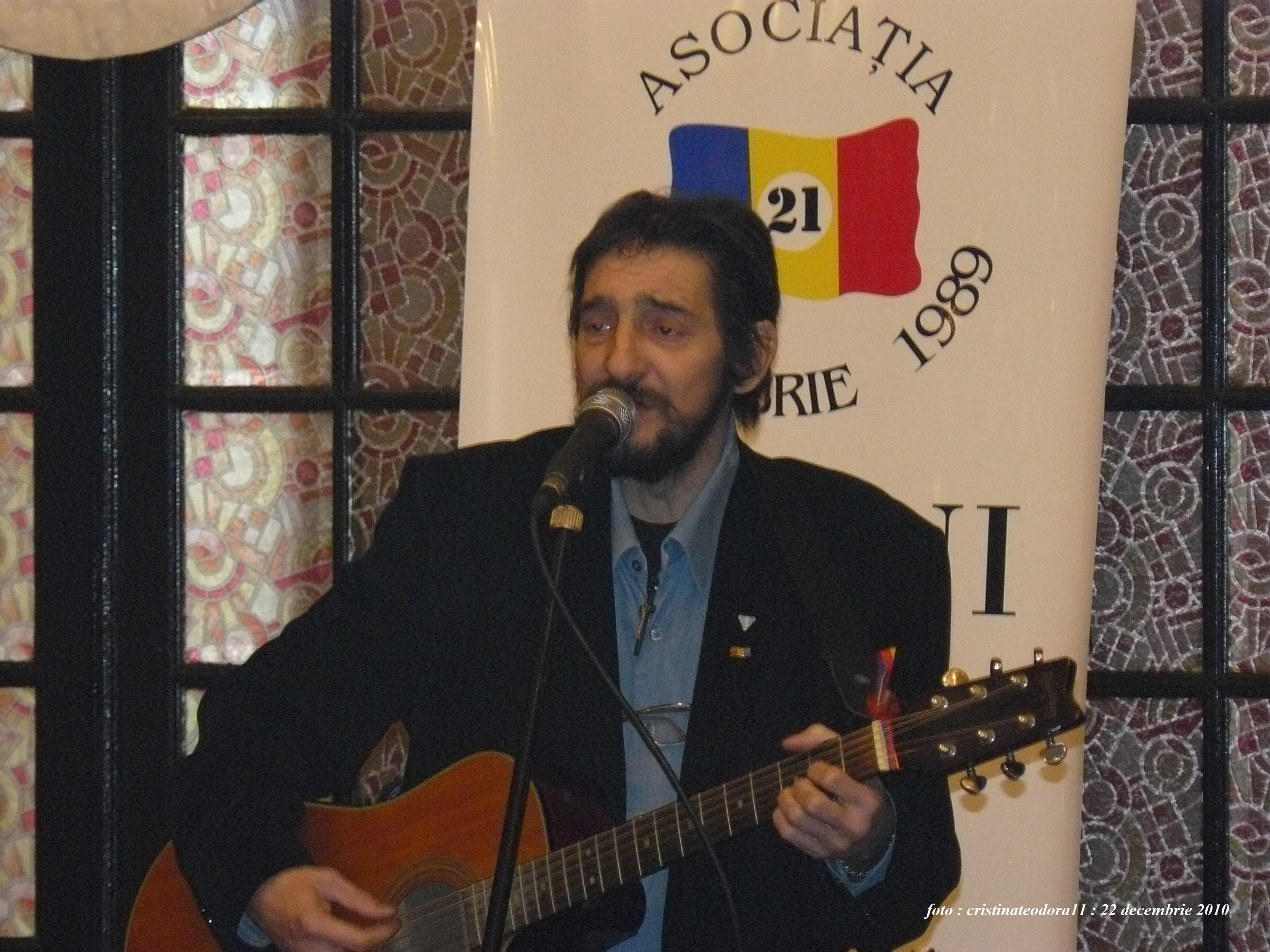
Cristian Pațurcă, cantautor, compozitor, revoluționar și prodemocrat român
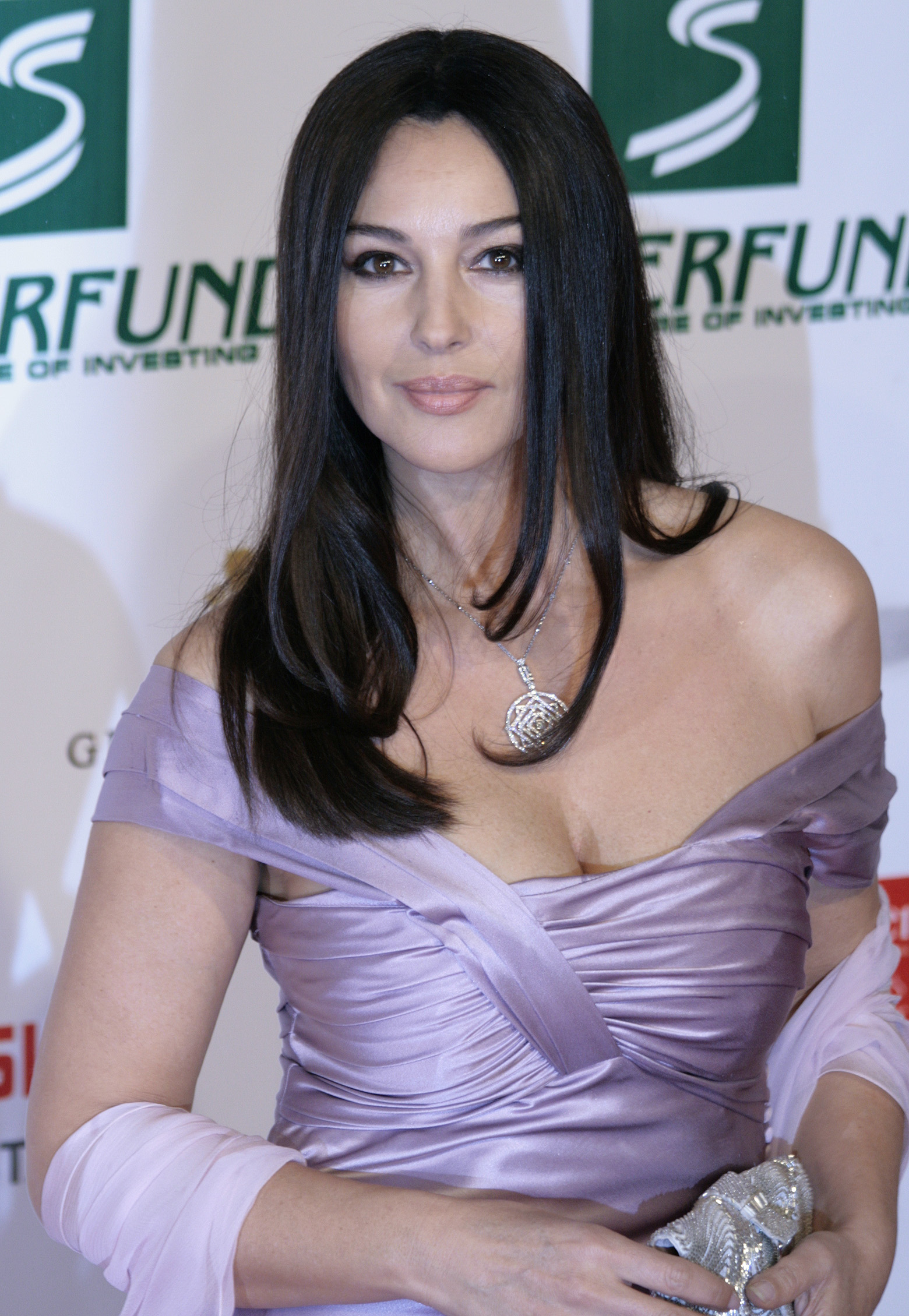
Monica Bellucci, actriță italiană
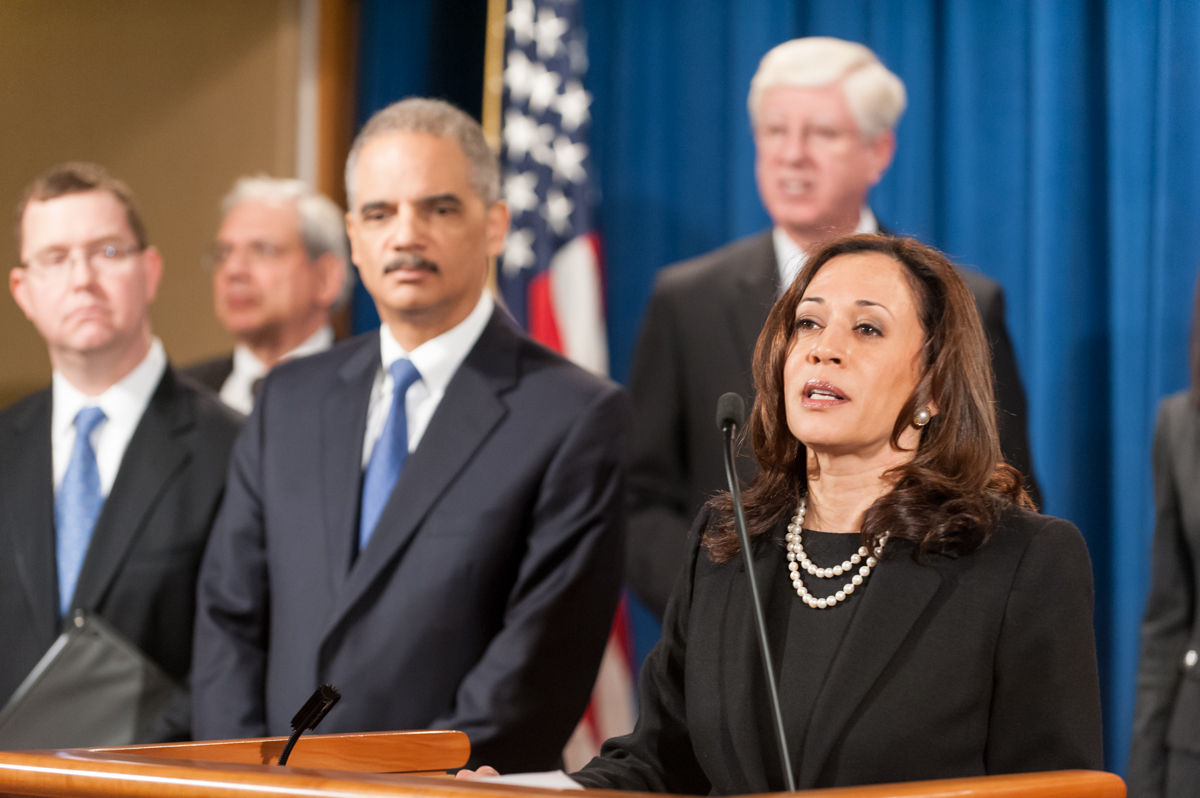
Kamala Harris
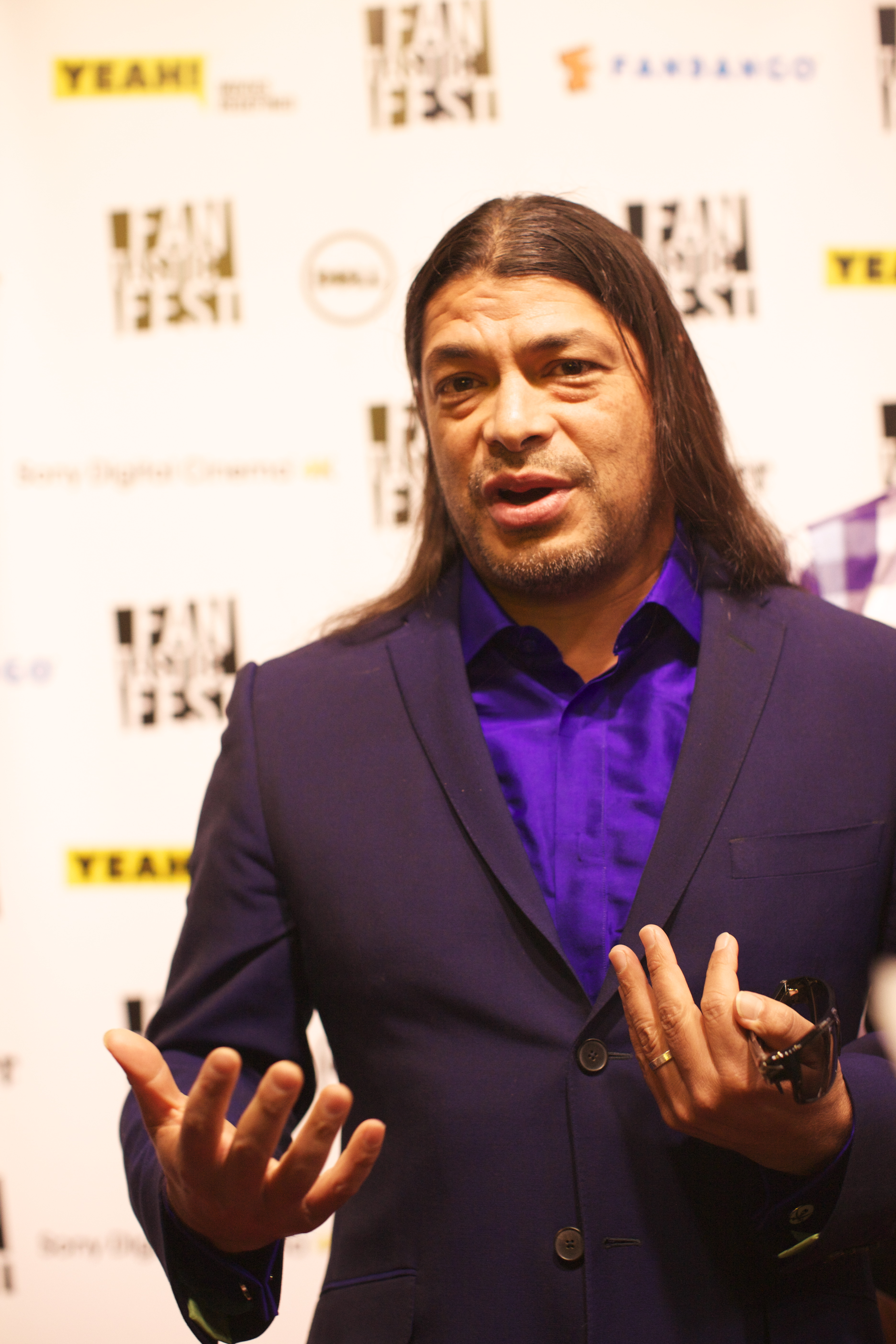
Robert Trujillo, muzician american de origine mexicană, basist al trupei Metallica
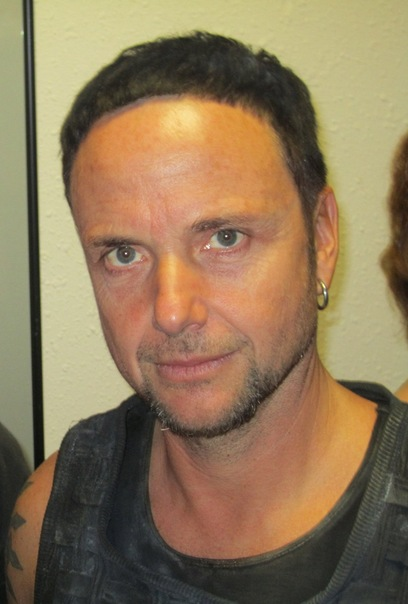
Paul Landers, muzician și chitarist german (Rammstein)

- 10 septembrie: Jack Ma (n. Ma Yun), antreprenor chinez, fondatorul Alibaba Group
- 10 septembrie: Cristian Pațurcă, cantautor, compozitor, revoluționar și prodemocrat român (d. 2011)
- 13 septembrie: Mladen Mladenović, fotbalist croat
- 14 septembrie: Adîlbek Japarov, politician kîrgîz, președinte al Cabinetului de Miniștri al Kîrgîzstanului (2021 - 2024)
- 17 septembrie: Mario Almondo, inginer italian
- 17 septembrie: Ursula Karven, actriță germană
- 19 septembrie: Yvonne Vera, scriitoare zimbabwiană (d. 2005)
- 20 septembrie: Attila László, politician român
- 22 septembrie: Gheorghe Ciobanu, politician român (d. 2015)
- 24 septembrie: Osamu Taninaka, fotbalist japonez (atacant)
- 25 septembrie: Carlos Ruiz Zafón, scriitor spaniol (d. 2020)
- 29 septembrie: Camil Marinescu, dirijor român (d. 2020)
- 30 septembrie: Monica Bellucci (Monica Anna Maria Bellucci), actriță italiană de film
- 30 septembrie: Mihai Constantin, actor român de teatru, film și televiziune

### Octombrie
- 2 octombrie: Vitalie Vrabie, politician din R. Moldova
- 3 octombrie: Clive Owen, actor britanic de film, teatru și TV
- 7 octombrie: Marilena Dumitrescu, politician român
- 9 octombrie: Ion Butmalai, politician din R. Moldova (d. 2014)
- 9 octombrie: Guillermo del Toro (Guillermo del Toro Gómez), regizor mexican de film
- 13 octombrie: Christopher Judge (Douglas Christopher Judge), actor american
- 14 octombrie: Cristiano Bergodi, fotbalist și antrenor italian
- 15 octombrie: Roberto Vittori, astronaut italian
- 20 octombrie: Kamala Harris, vicepreședinte al SUA (din 2021)
- 22 octombrie: TobyMac (n. Kevin Michael McKeehan), cântăreț american
- 23 octombrie: Petru Efros, fotbalist din R. Moldova, antrenor, manager sportiv, impresar FIFA
- 23 octombrie: Robert Trujillo, muzician american de origine mexicană, basist (Metallica)
- 24 octombrie: Iliana Iotova, politiciană bulgară
- 24 octombrie: Serhat (n. Ahmet Serhat Hacıpașalıoğlu), cântăreț turc
- 25 octombrie: Nicole Hohloch, cântăreață germană
- 26 octombrie: Elisabeta Lipă, canotoare română, președinte al Federației Române de Canotaj
- 29 octombrie: Valeriu Guma, politician din R. Moldova
- 30 octombrie: Alexandru Vegh, politician român
- 31 octombrie: Marco van Basten, fotbalist neerlandez (atacant)

### Noiembrie
- 2 noiembrie: Daniel Gherasim, fotbalist român (portar)
- 5 noiembrie: Abédi Pelé (n. Abédi Ayew), fotbalist ghanez (atacant)
- 6 noiembrie: Koenraad Dillen, politician belgian
- 7 noiembrie: Clement Negruț, politician român
- 9 noiembrie: Sonja Kirchberger, actriță austriacă
- 9 noiembrie: Nicolae Păun, deputat de etnie romă
- 10 noiembrie: Titi Holban, politician român
- 10 noiembrie: Magnús Scheving, actor islandez
- 10 noiembrie: Michael Jai White, actor american, practicant de arte marțiale, regizor și actor de voce
- 11 noiembrie: Gheorghe Brașovschi, agronom și politician din R. Moldova
- 12 noiembrie: David Ellefson, chitarist american
- 12 noiembrie: Michael Kremer, economist american
- 13 noiembrie: Christian Tămaș, scriitor, filosof și traducător român
- 14 noiembrie: Patrick Warburton, actor american
- 15 noiembrie: Petre Grigoraș, fotbalist (atacant) și antrenor român
- 16 noiembrie: Luciano Floridi, filosof italian
- 16 noiembrie: Diana Krall (Diana Jean Krall), muziciană canadiană
- 17 noiembrie: Fofi Gennimata, politiciană greacă (d.2021)
- 18 noiembrie: Mihai Weber, politician român
- 19 noiembrie: Petr Nečas, politician ceh
- 26 noiembrie: Chokri Belaïd, politician tunisian (d. 2013)
- 27 noiembrie: Dan Gîju, scriitor român, cercetător și jurnalist militar

### Decembrie
- 1 decembrie: Salvatore Schillaci, fotbalist italian (atacant) (d.2024)
- 2 decembrie: Claudiu Leonard Iorga, muzician și cântăreț român (d. 2019)
- 4 decembrie: Sevil Shhaideh, politiciană română
- 4 decembrie: Marisa Tomei, actriță americană de film
- 7 decembrie: Ilse Aigner, politician german
- 7 decembrie: Siriporn Ampaipong, cântăreață thailandeză
- 9 decembrie: Paul Landers (n. Heiko Paul Hiersche), muzician și chitarist german (Rammstein)
- 10 decembrie: Edith González, actriță mexicană (d. 2019)
- 12 decembrie: Donna Burke, actriță si cântăreață australiană
- 12 decembrie: Sabu (n. Terry Michael Brunk), wrestler american (d.2025)
- 13 decembrie: Hide (n. Hideto Matsumoto), muzician japonez (d. 1998)
- 13 decembrie: Mario Marinică, fotbalist și antrenor român
- 14 decembrie: Iuri Luțenko, politician ucrainean
- 16 decembrie: Heike Drechsler (n. Heike Gabriela Daute), atletă germană, campioană olimpică
- 16 decembrie: Mircia Giurgiu, politician român
- 18 decembrie: Pierre Nkurunziza, politician burundez (d. 2020)
- 19 decembrie: Thomas Brussig, scriitor german
- 25 decembrie: Ahn Nae Sang, actor sud-coreean
- 25 decembrie: Jonas Sjöstedt, politician suedez
- 30 decembrie: George Newbern, actor american
- 30 decembrie: Vilmoș Szabo, scrimer român
- 31 decembrie: Eugen Mátis, politician român

## Decese
- 27 ianuarie: Stanisław Piętak, 54 ani, scriitor polonez (n. 1909)
- 2 februarie: Ion Marin Sadoveanu (n. Iancu-Leonte Marinescu), 70 ani, scriitor român (n. 1893)

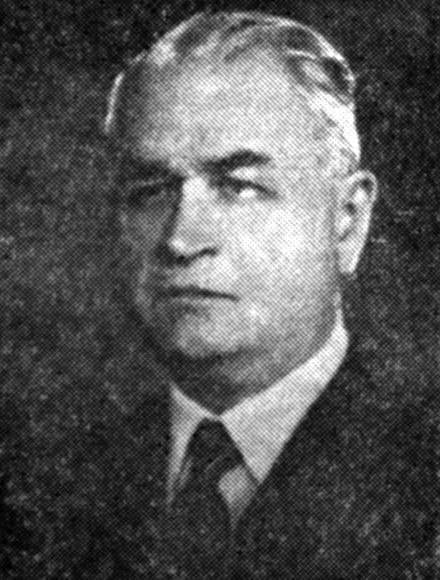
Nicolae Vasilescu-Karpen, inginer și fizician român
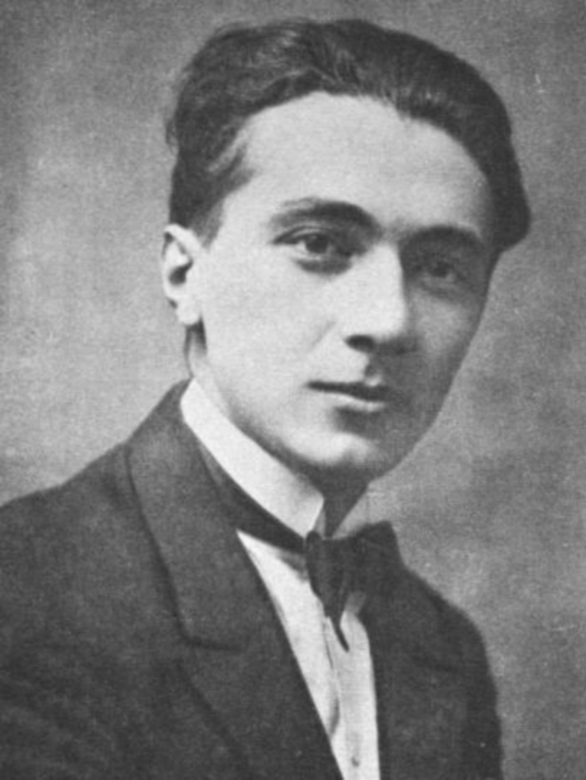
Păstorel Teodoreanu, avocat, scriitor, poet și publicist român
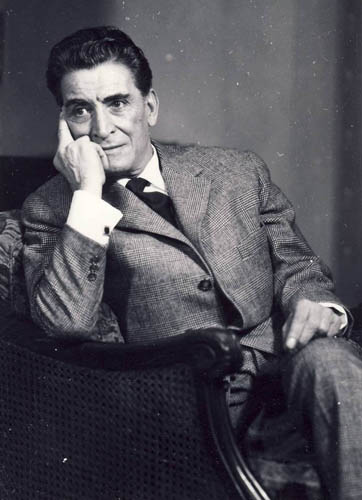
George Vraca, actor român
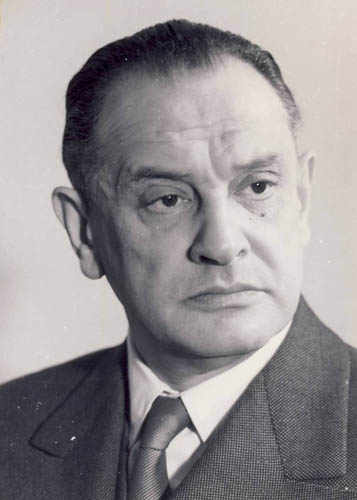
Tudor Vianu, critic literar și filosof român

- 3 februarie: Infantele Alfonso, Duce de Calabria (n. Alfonso Maria Leo Christinus Alfonso di Liguori Antonio Francesco Saverio), 62 ani (n. 1901)
- 18 februarie: Fredrik Ljungström, 88 ani, inginer, constructor și industriaș suedez (n. 1875)
- 18 februarie: George Löwendal, 67 ani, pictor român (n. 1897)
- 27 februarie: Serghei Finikov, 80 ani, matematician rus (n. 1883)
- 2 martie: Nicolae Vasilescu-Karpen, 94 ani, fizician și inginer român (n. 1870)
- 6 martie: Paul I, 62 ani, rege al Greciei (n. 1901)
- 9 martie: Wilhelm Fabricius (Wilhelm August Julius Fabricius), 81 ani, jurist german (n. 1882)
- 12 martie: Abbas el-Akkad, 85 ani, scriitor egiptean (n. 1889)
- 15 martie: Paul Cavanagh, 75 ani, actor britanic (n. 1888)
- 17 martie: Păstorel Teodoreanu (n. Alexandru Osvald Teodoreanu), 69 ani, poet, scriitor, avocat și publicist român (n. 1894)
- 18 martie: Norbert Wiener, 69 ani, matematician american (n. 1894)
- 23 martie: Peter Lorre (n. László Löwenstein), 59 ani, actor american de origine austrio-ungară (n. 1904)
- 23 martie: Torstein Pedersen Raaby, 45 ani, explorator norvegian (n. 1918)
- 25 martie: Marin Simionescu-Râmniceanu, 70 ani, critic literar român (n. 1883)
- 5 aprilie: Douglas MacArthur, 84 ani, general american (n. 1880)
- 11 aprilie: Alexandru Ghika, 61 ani, matematician și pedagog român (n. 1902)
- 17 aprilie: George Vraca, 67 ani, actor român (n. 1896)
- 10 mai: Mihail Larionov, 82 ani, pictor rus (n. 1881)
- 17 mai: Dina König, 56 ani, actriță poloneză și română de limba idiș, de etnie evreiască (n. 1907)
- 21 mai: Tudor Vianu, 66 ani, critic literar, filosof român (n. 1897)
- 21 mai: James Franck, 81 ani, fizician german, laureat al Premiului Nobel (1925), (n. 1882)
- 27 mai: Jawaharlal Nehru, 74 ani, politician indian, prim-ministru al Indiei (n. 1889)
- 3 iunie: Frans Eemil Sillanpää, 75 ani, scriitor finlandez (n. 1888)
- 6 iunie: Vasile Atanasiu, 78 ani, general român (n. 1886)
- 17 iunie: Mihail Gheorghiu Bujor, 82 ani, politician român (n. 1881)

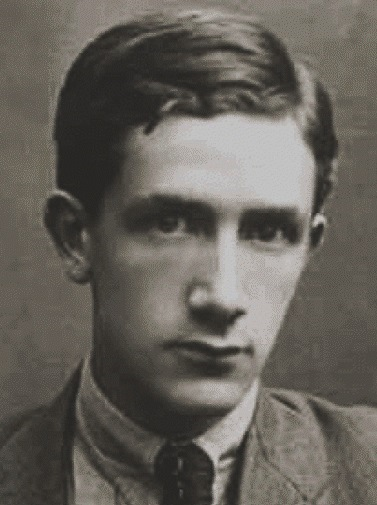
Ion Vinea, poet și scriitor român
Ian Fleming, scriitor și jurnalist britanic, cunoscut pentru crearea personajului James Bond
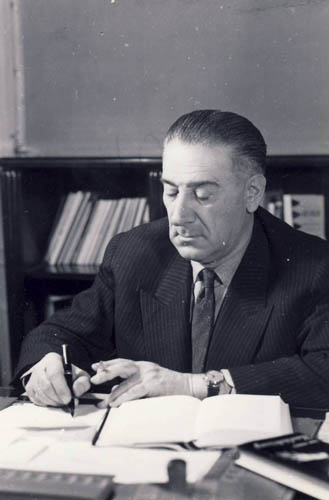
Mihai Ralea, filosof, psiholog, sociolog și diplomat român
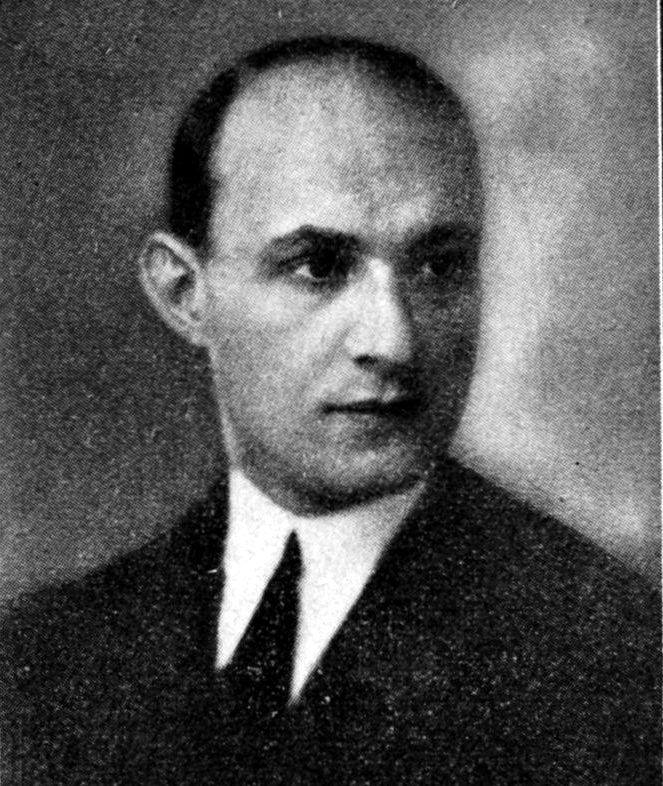
George Georgescu, dirijor român

- 25 iunie: Prințesa Auguste Maria de Bavaria (n. Auguste Maria Luise), 89 ani, arhiducesă de Austria (n. 1875)
- 6 iulie: Ion Vinea (n. Ion Eugen Iovanachi), 69 ani, poet și scriitor român (n. 1895)
- 11 iulie: Maurice Thorez, 64 ani, politician francez (n. 1900)
- 14 iulie: Prințul Axel al Danemarcei (n. Axel Christian Georg), 75 ani (n. 1888)
- 25 iulie: Corneliu Virgiliu Medrea, 76 ani, sculptor român (n. 1888)
- 26 iulie: William A. Seiter, 74 ani, regizor american de film (n. 1890)
- 31 iulie: Otto Huseklepp, 72 ani, politician norvegian (n. 1892)
- 7 august: Earl Charles Slipher, 81 ani, politician american (n. 1883)
- 10 august: Visarion Puiu (n. Victor Puiu), 84 ani, preot român (n. 1879)
- 12 august: Ian Lancaster Fleming, 56 ani, scriitor și jurnalist britanic, cunoscut pentru crearea personajului James Bond (n. 1908)
- 17 august: Mihai Ralea (Mihail Ralea), 78 ani, filosof, psiholog, sociolog și diplomat român (n. 1896)
- 30 august: Scarlat Lambrino, 73 ani, istoric român (n. 1891)
- 1 septembrie: George Georgescu, 76 ani, dirijor român, director al Orchestrei Filarmonice din București (n. 1887)
- 6 septembrie: Iosif Sîrbu, 38 ani, sportiv român (tir), (n. 1925)
- 10 septembrie: Aram Frenkian, 66 ani, filolog român (n. 1898)
- 14 septembrie: Vasili Grossman, 58 ani, scriitor și jurnalist rus (n. 1905)
- 17 septembrie: Jean Ray (n. Raymond Jean Marie De Kremer), 77 ani, scriitor belgian (n. 1887)
- 18 septembrie: Sean O'Casey (n. John Casey), 84 ani, scriitor irlandez (n. 1880)
- 23 septembrie: Fred McLeod Wilcox, 56 ani, regizor american de film (n. 1907)
- 28 septembrie: Henri Gregoire, 83 ani, istoric belgian (n. 1881)
- 5 octombrie: Jean-Baptiste Janssens, 74 ani, preot catolic belgian (n. 1889)
- 10 octombrie: Jacques Byck, 66 ani, lingvist și filolog român de etnie evreiască (n. 1897)
- 19 octombrie: George Niculescu-Basu, 82 ani, solist român de operă (bas), (n. 1882)
- 27 octombrie: Willi Bredel, 63 ani, politician german (n. 1901)
- 27 octombrie: Rudolph Maté (n. Rudolf Mayer), 66 ani, regizor de film, polonez (n. 1898)
- 10 noiembrie: Sam Newfield (n. Samuel Neufeld), 74 ani, regizor american (n. 1899)
- 13 noiembrie: Oskar Becker, 75 ani, filosof german (n. 1889)
- 16 noiembrie: Gusztáv Vándory, 81 ani, actor maghiar (n. 1882)
- 17 noiembrie: Dimitrie Jurașcu (aka Dimitrie Iurașcu), 74 ani, diplomat român (n. 1890)
- 27 noiembrie: Elpidifor Chirilov, 81 ani, fizician rus (n. 1883)
- 6 decembrie: Consuelo Vanderbilt, 87 ani, politiciană britanică (n. 1877)
- 9 decembrie: Dame Edith Louisa Sitwell, 77 ani, poetă britanică (n. 1887)
- 12 decembrie: Edith Marion Collier, 79 ani, artistă neozeelandeză (n. 1885)
- 24 decembrie: Kukșa al Odessei (n. Kosma Veliciko), 89 ani, călugăr ortodox al Imperiului Rus, canonizat sfânt de Biserica Ortodoxă Ucraineană (n. 1875)

## Premii Nobel
- Fizică: Charles Hard Townes (SUA), Nicolai Gennadiyevich Basov, Alexandr Mihailovici Prohorov (URSS)
- Chimie: Dorothy Crowfoot Hodgkin (Regatul Unit)
- Medicină: Konrad Bloch, Feodor Lynen (Germania)
- Literatură: Jean-Paul Sartre (Franța)
- Pace: Martin Luther King Jr. (SUA)